# Atacul de la Liège din 2011

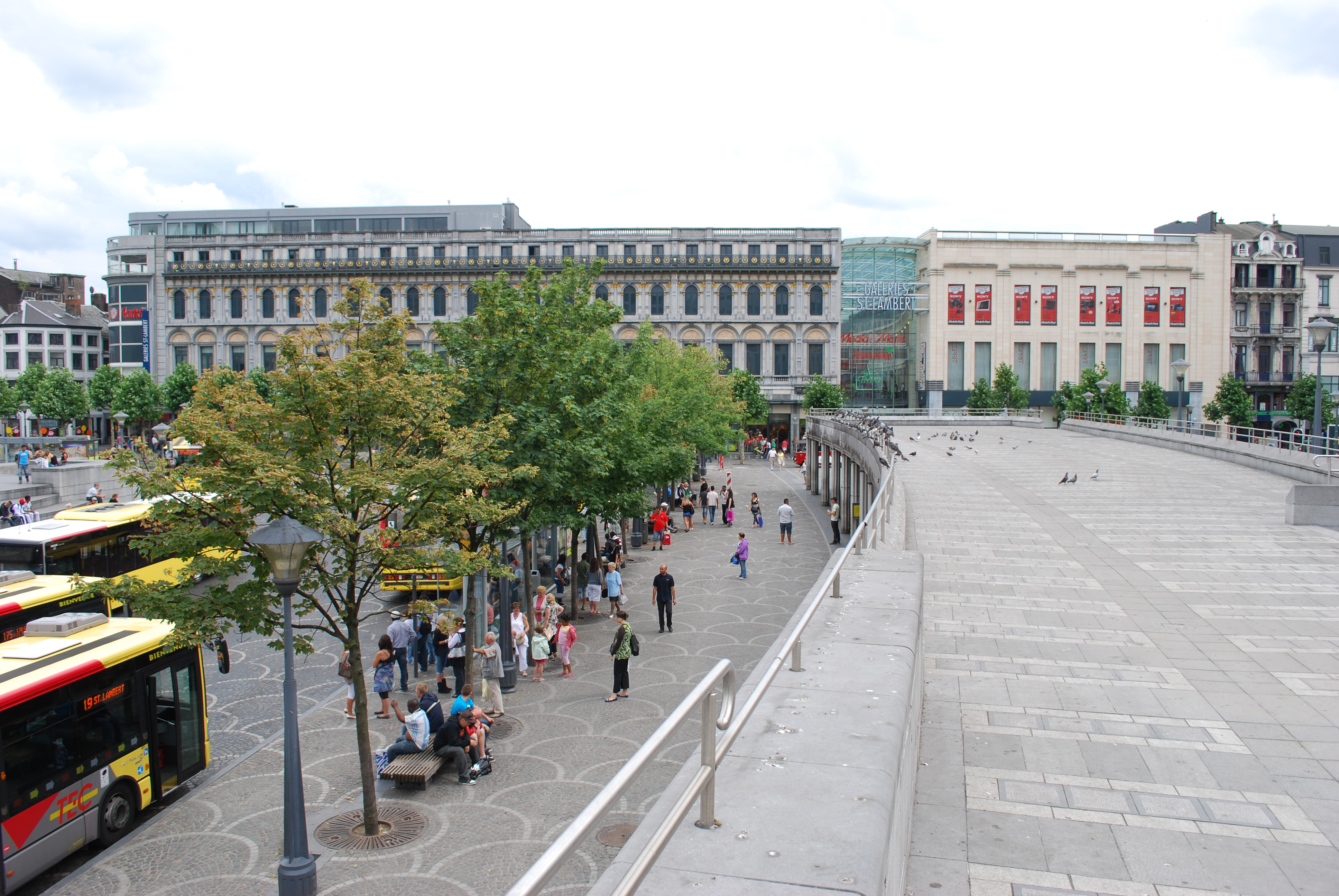
Staţia de autobuz din piaţa Saint-Lambert, Liège. Ucigașul s-a sinucis pe platforma din dreapta.

Pe 13 decembrie 2011, la ora 12:33 (UTC+1), a avut loc un atac armat în piața Saint-Lambert, aflată în orașul Liège din regiunea Valonia, Belgia.
Atacatorul, Nordine Amrani, un belgian de origine marocană în vârstă de 33 de ani Potrivit avocatului lui Amrani, el nu a putut vorbi Limba arabă nici nu a fost musulman , a aruncat trei grenade de mână și a deschis focul asupra mulțimii prezente la un târg de Crăciun din piața Saint-Lambert. În urmat atacului, 4 persoane au fost ucise și alte 125 au fost rănite. Printre victimele care au decedat se numără doi adolescenți de 15 și respectiv 17 ani și un băiețel de 17 luni. De asemenea, atacatorul a mai ucis o femeie de 45 de ani în locuința sa.

## Atacul
Atacul a avut loc pe 13 decembrie 2011, la ora locală 12:33 (UTC+1), în piața Saint-Lambert din orașul belgian Liège. 

## Reacții

### Interne
Elio Di Rupo, prim-ministrul Belgiei, a vizitat câteva ore mai târziu locul unde s-a produs atentatul și a spus că „nu au fost cuvinte să descrie această tragedie”, descriind atacul ca fiind „oribil”. El a adăugat: „Întreaga țară împărtășește durerea famiilor afectate. Noi împărtășim șocul populației.”
Willy Demeyer, primarul orașului Liège, a condamnat atacul și a declarat că el a „semănat durere în inima orașului.”

### Externe
Guvernele din Australia, Estonia, Letonia, Lituania, Luxemburg, Regatul Unit și Singapore și-au exprimat în mod oficial condoleanțele față de cele întâmplate.